# Katharina Zipser
Katharina Zipser (n. 28 decembrie 1931, Sibiu) este o pictoriță originară din România, care a realizat cu precădere portrete, peisaje, icoane ortodoxe și lucrări abstracte / nonfigurative.
Face parte dintr-o familie de artiști plastici, fiind fiica pictorului sas Dolf Hienz.
S-a căsătorit cu sculptorul Paul Zipser (1935-1965), cu care a avut în 1958 o fată, Pomona Zipser, devenită și ea pictoriță și aceasta a născut în 1988 o fată, Elena Zipser, devenită și ea, la rândul ei, pictoriță.

## Studii
În perioada 1950-1957 a studiat la Institutul de Arte Plastice „Ion Andreescu” din Cluj și la Institutul de Arte Plastice „Nicolae Grigorescu” din București, la secția de pictură, și în 1966 a obținut de la Patriarhia Română Diploma pentru pictură de icoane și biserici.
După ce soțul ei, sculptorul Paul Zipser a decedat în 1965 ca urmare a unui accident, în 1970 Katharina Zipser, împreună cu fiica ei, Pomona Zipser, a emigrat în Germania și s-a stabilit la München.

## Activitatea
Atât înainte de emigrare, cât și după, a lucrat ca artist pictor independent și pedagogă în domeniul artelor.
În România a studiat și și practicat pictura de tip frescă, fiind autorizată de Patriarhia Română ca pictor de biserici.
În Germania, cea mai cunoscută frescă a sa este fațada Muzeului istoric al minciunilor din localitatea Kyritz.
În 2007, a donat bisericii Sfântul Ioan din Sibiu pictura „Coborârea de pe cruce” (“Herabsteigender Christus”).

## Premii
- 2008 – Premiul pentru cultură transilvană-saxonă (Siebenbürgisch-Sächsischer Kulturpreis 2008).[11]

Premiul pentru cultură transilvană-saxonă este acordat anual din 1968 de către asociațiile sașilor transilvăneni din Germania și Austria. Este cea mai înaltă distincție acordată de sașilor transilvăneni pentru realizările științifice și artistice. Printre câștigătorii din anii precedenți se numără și omul de știință și pionierul rachetelor Hermann Oberth, scriitorul și jurnalistul Hans Bergel, filosoful Walter Biemel, poetul Oskar Pastior, sculptorul Peter Jacobi și scriitorul Michael Markel.